# Carlos Marighella
Carlos Marighella, född 5 december 1911 i Salvador, Bahia, Brasilien, död 4 november 1969 i São Paulo, Brasilien, var en brasiliansk revolutionär och marxistisk teoretiker som utvecklade begreppet ”stadsgerilla”. Han var grundare och ledare av organisationen Ação Libertadora Nacional (ALN), och tidigare en av ledarna för det brasilianska kommunistpartiet Partido Comunista Brasileiro.
Marighella försökte i sin bok Liten handbok för stadsgerilla (1969) formulera en strategi för gerillakrigföring i stadsmiljö. Marighella ville skapa en väpnad konflikt som skulle provocera regimen till repressiva åtgärder. Dess åtgärder skulle, enligt Marighella, i sin tur föranleda en folklig revolt. Hans teorier influerade bland andra amerikanska Svarta pantrarna och tyska Röda armé-fraktionen.
Marighella sköts ihjäl av brasiliansk säkerhetspolis i ett bakhåll den 4 november 1969.